# Шмыков, Алексей Викторович
Алексей Викторович Шмыков (род. 11 сентября 1975 года, с. Гура, Удмуртская АССР) — глава города Каменск-Уральский с 17 марта 2016 года по 27 января 2021 года. Первый заместитель Губернатора Свердловской области Евгения Куйвашева с января 2021 года.

## Биография
Родился 11 сентября 1975 года в селе Гура Сюмсинского района Удмуртской АССР.
В 1992 году окончил Гуринскую среднюю школу. В 1997 году получил высшее профессиональное образование, окончив Ижевскую государственную сельскохозяйственную академию по специальности «Электрификация и автоматизация сельского хозяйства». В 2008 году окончил Институт управления и предпринимательства Уральского государственного университета имени А. М. Горького.
Карьера
Работать начал в сентябре 1997 года в городе Ижевске, сначала инженером-конструктором АООТ «Ижсталь». В Свердловской области начал работать в Каменске-Уральском инженером ПТО в 1999 году, затем начальником ПТО МУП «Каменск-Уральские энергетические сети» до февраля 2005 года. Со 2 февраля по 30 ноября 2005 года ― директором МУП «Горсвет муниципального образования города Каменска-Уральского». С 1 декабря 2005 года по 17 ноября 2006 года начальник Каменск-Уральского РКЭС филиала «Востокэнерго», ЗАО «Комэнерго».
20 ноября 2006 года назначен первым заместителем главы администрации города Каменска-Уральского по городскому хозяйству. В этой должности Алексей Викторович проработал по 19 июля 2013 года. С 29 июля 2013 по 14 февраля 2014 года ― директор по продажам ОАО «Свердловэнергосбыт».
С 17 февраля 2014 года по 16 марта 2016 года ― первый заместитель Министра энергетики и жилищно-коммунального хозяйства Свердловской области. 11 марта 2016 года Алексей Викторович избран депутатами Городской Думы города Каменска-Уральского на должность главы города Каменска-Уральского из числа кандидатов, представленных конкурсной комиссией по результатам конкурса по отбору кандидатур на должность главы города Каменска-Уральского.
С января 2021 года первый заместитель губернатора Свердловской области.
Награды
- Почетная грамота Министерства энергетики и жилищно-коммунального хозяйства Свердловской области[7].
- Памятная медаль МЧС России «Маршал Василий Чуйков»[источник не указан 1588 дней].

Личная жизнь
Есть сын и две дочери.